# 青木貴博
青木 貴博（あおき たかひろ、1970年10月 - ）は、日本の実業家。株式会社radiko代表取締役社長。東京都出身。

## 経歴・人物
法政大学第二高等学校を経て、1989年に法政大学法学部法律学科に入学。1993年に卒業後、株式会社電通に入社。静岡支社で3年間ほど営業を経験した後に東京へ戻り、主にラジオ領域で放送局サイドと広告主サイドとの両方で業務に従事する。2009年12月のIPサイマルラジオ協議会発足より運用を担当し、2010年12月には株式会社radiko設立と同時に出向。業務推進室長を経て、2017年6月より同社代表取締役社長

。